# المركز بالسوق

تعديل مصدري - تعديل

المركز بالسوق هي إحدى حارات مدينة مذيخرة بمحافظة إب، بلغ تعداد سكانها 279 نسمة حسب تعداد اليمن لعام 2004.